# Hitvalló
A Hitvalló (eredeti latin nyelven confessor) egy keresztény egyházi cím.
A „hitvalló” kitüntető nevük volt a keresztények között azoknak, akik Krisztust különösen a keresztényüldözések alatt bátran vallották (v. ö. Máté Evangéliuma 10:32), és így a kereszténység kezdeti idején a vértanú (mártír) és hitvalló cím ugyanazzal az értelemmel bírt. Később az olyan esetekben, amikor a hitnek megvallása nem vonta maga után a kivégeztetést, csak a hitvalló és nem egyszersmind vértanú elnevezés volt szokásban. Még később, az üldözések után a hitnek már nem a törvényszék előtt, hanem általában a tökéletes, a szent élet által történt megvallása szerezte meg a hitvalló nevét és így a hitvallók, szemben a martírokkal, azok a kereszténység által tisztelt férfi-szentek, akik nem ontották vérüket Krisztusért.